# نهر نون
نهر نون هو نهر في مقاطعة الكاميرون الغربية. ينبع من بحيرة أوكو (6 ° 11′34 ″ N 10 ° 27′14 ″ E) ويتدفق جنوبًا، وينضم إليه نهر مونون ويتدفق جنوبًا في الوادي بين جبال نغوتسيتزيزان (Ngotsetzezan) وجبل ياهو. يتحول شرقا عند خط عرض 5 درجات شمالا. يقع مصبه عند نهر مبام (4 ° 54′42 شمالًا 11 ° 06′02 ″ شرقًا) ، وهو بحد ذاته أحد روافد نهر ساناغا.